# 菱叶鹿藿
菱叶鹿藿（学名：Rhynchosia dielsii）为豆科鹿霍属下的一个种。

## 扩展阅读
- 維基物種上的相關：菱叶鹿藿